# Fire Emblem Heroes
Fire Emblem Heroes ist ein Computerspiel, das zum Genre der Strategie-Rollenspiele gehört. Es wurde vom Nintendo-Studio Intelligent Systems entwickelt und ist am 2. Februar 2017 für die Betriebssysteme iOS und Android veröffentlicht worden. Das Spiel ist ein Ableger der Fire-Emblem-Reihe und enthält eine Auswahl an Charakteren dieser Reihe sowie ein vereinfachtes Spielprinzip.

## Spielprinzip

### Kampfsystem
Das Kampfsystem von Fire Emblem Heroes ähnelt dem der Hauptteile der Fire-Emblem-Reihe, ist jedoch vereinfacht worden.
Alle Einheiten haben einen Waffentyp und eine Bewegungsart. Für die Waffen Schwert, Axt, Lanze und die dazugehörigen Büchern, Steine, Dolche und Bögen existiert ein Schere, Stein, Papier-System. Einige Waffen sind von diesem System ausgeschlossen. Stäbe können eigene Einheiten heilen, können aber nur mit dem halbierten Angriffswert angreifen. Dolche können gegnerische Einheiten schwächen. Bögen haben einen Vorteil gegen Flugeinheiten. Drachen nehmen gegen Fernkämpfer weniger Schaden. Bestien bekommen Boni, wenn sie keine menschlichen Nachbarn haben.
Bei den Bewegungsarten können sich Infanterie-Einheiten zwei Blöcke bewegen. Kavallerie-Einheiten können sich drei Blöcke, aber nicht durch Wälder bewegen. Flug-Einheiten können sich zwei Blöcke über jedes Terrain bewegen. Gepanzerte Einheiten können sich nur einen Block bewegen, aber haben erhöhte Werte.
Die meisten Kämpfe finden auf einem 6×8-Feld statt. Man darf dabei vier eigene Einheiten benutzen, um gegen die gegnerischen Einheiten zu gewinnen.

### Einheiten
Die Einheiten werden in verschiedene Waffen- und Bewegungsarten eingeteilt, von denen eine Einheit jeweils genau eine hat. Jede Einheit hat einen Level, welcher durch Bekämpfen von Gegnern und durch Heilen erhöht werden kann. Außerdem hat jede Einheit eine Sterne-Wertung (von einem Stern bis fünf Sterne), welche durch eine spezifische Währung erhöht werden kann.
Eine Einheit hat Fähigkeiten. Zu diesen gehört die Waffe, eine Unterstützungsfähigkeit, die Spezial-Attacke und drei weitere Fähigkeiten. Einheiten können Fähigkeiten entweder von Anfang an schon kennen oder sie von anderen Einheiten erben; dabei verschwindet letztere Einheit. Zusätzlich dazu kann jede Einheit ein Siegel ausrüsten, welches eine weitere Fähigkeit ermöglicht.
Zwei gleiche Einheiten derselben Wertung können verbunden werden. Dabei verschwindet eine Einheit, aber die andere erhält dafür erhöhte Werte. Durch spezielle, seltene Gegenstände können die Werte einer Einheit weiter erhöht werden.
Einheiten können Accessoires tragen, welche aber nur von modischer Natur sind.

### Gacha
Fire Emblem Heroes ist ein Gacha-Spiel. Einheiten können somit durch Spiel-Währung, welche durch echtes Geld gekauft werden kann, beschworen werden. Welche Einheit beschworen wird, ist vom Zufall abhängig. Dabei sind Einheiten mit niedriger Wertung häufiger als Einheiten mit hoher Wertung.
Einheiten werden durch Fokus-Banner beschworen. Jedes Banner hat hier mehrere Einheiten, welche eine erhöhte Chance haben, in hoher Wertung aufzutreten. Wenn neue Einheiten angekündigt werden, erscheinen sie zuerst immer auf einem Fokus-Banner als Fokus. Einige Einheiten können nicht durch die Gacha-Mechanik erhalten werden, sondern sind nur durch Events verfügbar.

### Modi
Fire Emblem Heroes hat mehrere Modi, die meistens nach diesem Kampfsystem funktionieren. Zum Spielen einiger Modi wird Energie benötigt, welche sich nach einiger Zeit von selbst generiert.
Die Hauptkarten, in denen die Handlung durchgespielt werden kann, und der Übungsturm funktionieren nach dem normalen Kampfsystem. Zu den Hauptkarten gehören aber noch spezielle Missionen wie die Manöver, die eine Art Puzzle sind. Außerdem gibt es noch die Serienprüfung, bei der man mit einer Gruppe von Einheiten mehrere Karten hintereinander bewältigen muss, und den Gruppenüberfall, bei welchem man keine Einheit mehrmals verwenden darf und mehrere Karten absolvieren muss. Ein weiterer Modus sind die Heldenproben, in denen man auf jeden einzelnen Charakter zugeschnittene Karten bewältigt.
Die Arenaduelle sind Duelle, in denen man gegen Einheiten anderer Spieler kämpft. Im Arenaüberfall muss man sieben Kämpfe in Folge bestehen, immer mit anderen Einheiten. Hier kann man Sphären, die Währung zum Beschwören neuer Einheiten, gewinnen.
Die Ätherraubzüge sind ein weiterer Duellmodus, in denen man seine Festung verteidigen und andere angreifen muss. Alle Spieler werden in diesen Modi in einer Rangliste aufgestellt, welche jede Woche neu erstellt wird. Im Ätherresort kann man eine Siedlung aufbauen und mit seinen Einheiten interagieren.
Weiterhin gibt es Spezialkarten. In den Heldenkämpfen erhält man Einheiten, indem man gegen sie kämpft, wobei keine eigene Einheit sterben darf. In Revierkämpfen kämpft man mit Einheiten von Spielern auf der Freundesliste auf einer 8×10-Karte gegen gegnerische Einheiten. Außerdem gibt es zu speziellen Ereignissen wie das Jubiläum Event-Karten, in welchen man Sphären erhalten kann.

### Events
In Fire Emblem Heroes gibt es regelmäßig Events, in denen man Spielwährungen, Items und Einheiten erhalten kann.
Die Events variieren meistens vom normalen Kampfsystem.
In der Sturmprüfung kämpft man mit mehreren Teams in mehreren Kämpfen in Folge gegen gegnerische Einheiten.
Der Tipp-Kampf ist ein Musikspiel, in welchem man im Takt auf den Bildschirm tippen muss.
Im Wahlturnier schließt man sich der Mannschaft einer Einheit an. Man kämpft mit drei Einheiten für seine Mannschaft und erhält durch Gewinnen Punkte für das eigene Team.
In der Großen Eroberung treten drei Teams gegeneinander an, um ein Gebiet zu erobern. Zusammen mit weiteren Spielern kämpft man, um Punkte für ein Gebietsteil zu erhalten, um dieses schließlich zu erobern.
Im Event Bande Knüpfen wird eine Handlung erzählt, die neu hinzugefügte Einheiten enthält. Durch Gewinnen von Kämpfen wird die Handlung weiter erzählt.

## Handlung
Viele Figuren und große Teile der Spielwelt aus Fire Emblem Heroes basieren auf Göttern, Figuren, Flüssen und anderen Orten der nordischen Mythologie. Die Handlung von Fire Emblem Heroes spielt im Königreich Askr, welches im Krieg gegen das benachbarte Emblanische Imperium ist. Die Handlung ist dabei in Büchern eingeteilt, von denen es derzeit acht gibt.

### Buch I
Das Königreich Askr und das Emblanische Imperium befinden sich im Krieg. Anna, die Kommandantin der Wächter von Askr, der askrianischen Armee, ruft den Spieler nach Askr, damit dieser mit der Waffe Breidablik neue Helden nach Askr beschwören kann. Zusammen mit Alfonse, dem Prinz von Askr, Sharena, der Prinzessin von Askr, und den beschworenen Helden bekämpfen sie die emblanische Armee. Die emblanische Prinzessin Veronica kann Helden durch einen Kontrakt an ihr Imperium binden, sodass sie für Embla kämpfen.
In Buch I reisen die Wächter durch verschiedene Welten des Fire-Emblem-Universums, um die Helden vom Kontrakt zu befreien. Auf ihrer Reise treffen die Wächter auf einen mysteriösen Mann, welcher sich als Bruno, Prinz von Embla, herausstellt. Bruno hat sich zuvor als eine Person namens Zacharias ausgegeben und war als Zacharias Mitglied der Wächter von Askr, bis er eines Tages verschwand. Es stellt sich heraus, dass die emblanische Königsfamilie verflucht ist, was ihn dazu veranlasst, die askrianische Königsfamilie töten zu wollen, weshalb Bruno die Wächter von Askr verlassen hat. Er verschwindet noch einmal, um nach einem Heilmittel zu suchen.

### Buch II
Nachdem Embla vorerst aufgehalten wurde, gelangen die Wächter von Askr in einen anderen Konflikt. Das Eis-Königreich Nifl und das Feuer-Königreich Múspell sind im Krieg. Nachdem Surtr, König von Múspell, Nifl zerstört hat, flüchtet Fjorm, eine Prinzessin von Nifl, nach Askr. Die Wächter von Askr kämpfen gegen Múspell, welches nun auch Askr erobern will.
Nachdem Surtr in Askr eingefallen ist, kämpfen die Wächter von Askr gegen ihn. Dabei stellen sie fest, dass Surtr sich nicht verletzen lässt, da er nur durch das Ritual des Frostes getötet werden kann. Gunnthrá, die älteste Prinzessin von Nifl, erscheint dem Spieler im Traum und wartet in Nifl auf die Wächter von Askr. Veronica hat sich Surtrs Armee angeschlossen, damit dieser Askr vernichtet. Zu dieser Armee gehören außerdem noch Laevatein und Laegjarn, die Prinzessinnen von Múspell, und Loki, die Strategin Múspells. Als die Wächter von Askr Gunnthrá erreichen, verbrennt Surtr Gunnthrá. Nachdem die Wächter von Askr fliehen, vollbringt Fjorm das Ritual des Frostes. Surtr will Veronica opfern, um das Ritual der Flammen zu vollziehen, welches ihn unsterblich machen würde. Auf dem Weg nach Múspell kämpfen die Wächter von Askr gegen Helbindi, einen General der Armee von Múspell, besiegen diesen und befreien Ylgr, die jüngste Prinzessin von Nifl. Als sie an Surtrs Schloss ankommen, hat er das Ritual der Flammen bereits angefangen. Die Wächter von Askr fliehen und finden Hríd, den Prinzen von Nifl, welcher von Zacharias erfahren hat, wie man das Ritual der Flammen stoppen kann. Ylgr stellt sich als verkleidete Loki heraus und die Wächter von Askr besiegen sie. Loki verschwindet daraufhin. Veronica und die echte Ylgr sollen nun geopfert werden. Auf dem Weg, um das Ritual zu stoppen, bekämpfen und besiegen die Wächter Laegjarn, welches sich der Flamme von Múspell opfert und dadurch verbrennt. Surtr opfert Helbindis Schwester. Helbindi rettet Ylgr und Veronica und wird deshalb von Surtr getötet. Die Wächter von Askr halten Laevatein davon auf, sich ebenfalls zu opfern, wodurch das Ritual der Flammen gestoppt wird und sie Surtr töten können. Fjorm, die durch das Ritual des Frostes geschwächt wurde, will ihre letzten Tage in Askr verbringen.

### Buch III
Nachdem Múspell besiegt wurde, wird Askr von Hel, dem Reich der Toten, angegriffen. Zur Armee der Toten gehören unter anderem Líf, erster König von Askr, und Thrasir, erste Herrscherin über Embla. Hel, die Herrscherin über das gleichnamige Reich, weist ihre Tochter Eir dazu an, sich Askr anzuschließen, um sie später zu verraten.
Nachdem Eir sich Askr angeschlossen hat, fällt Hel in Askr ein. In Embla erscheint Loki vor Veronica und sagt ihr, dass Hel alle Reiche und somit auch Embla unterwerfen will. Als die Wächter von Askr die Truppen aus Hel bekämpfen, erscheint Hel und verflucht Alfonse, sodass dieser neun Tage später sterben wird. Alfonses Vater Gustav erzählt, dass er selbst gegen Hel gekämpft hat. Eir sagt, dass es unmöglich sei, dem Fluch ihrer Mutter zu entkommen. Nach neun Tagen erscheint Hel, als Alfonse und die Wächter von Askr gegen weitere Truppen aus Hel kämpfen. Statt Alfonse opfert sich Gustav und Hel tötet diesen, da ihr das königliche Blut Gustavs genügt. Nach Gustavs Tod kämpfen die Wächter von Askr gegen weitere Soldaten aus Hel. Unter diesen ist auch Gustav, der von Hel kontrolliert wird. Als die Wächter von Askr Hel betreten, erscheint Hel vor Alfonse und belegt diesen nochmal mit ihrem Fluch. Alfonse meint, dass er somit neun Tage Zeit habe, Hels Schwachstelle zu finden, und sie zu besiegen, wenn sie vor Alfonse erscheint, um ihn zu töten. Hel nimmt daher ihren Fluch zurück. Eir gibt zu, im Gegensatz zu Hel selbst sterblich zu sein, aber mehrere Leben gehabt zu haben, welche Hel ihr aber bis auf ihr letztes genommen habe. Durch ein Portal gelangen die Wächter von Askr in eine alternative Version Askrs, in der alles gestorben zu sein scheint.
Buch III wird in den kommenden Monaten durch Updates fortgesetzt.

## Entwicklung
2015 kündigte Nintendo die Zusammenarbeit mit dem Mobile-Unternehmen DeNA an mehreren Smartphone-Titeln an. Im April 2016 wurde Fire Emblem Heroes zusammen mit Animal Crossing: Pocket Camp für Mobile-Geräte angekündigt. Während der Fire Emblem Direct am 18. Januar 2017 wurde Fire Emblem Heroes für den 2. Februar 2017 angekündigt. Am 2. Februar 2017 ist das Spiel in mehreren Ländern für Mobile-Geräte veröffentlicht worden. Durch einen Feh Channel werden – ähnlich wie in einer Nintendo Direct – in Abstand von einigen Monaten Neuigkeiten zum Spiel wie neue Modi oder Änderungen am Spiel angekündigt.

### Wähle deine Legenden
Im Januar 2017, wenige Tage vor der Veröffentlichung von Fire Emblem Heroes veranstaltete Intelligent Systems die Aktion „Wähle deine Legenden“. Dabei konnten Spieler aus allen Fire-Emblem-Charakteren abstimmen, von denen die vier beliebtesten Charaktere, jeweils zwei männliche und weibliche, in besonderen Kostümen veröffentlicht werden. In der ersten Aktion wurden dabei Lucina als Zweitplatzierte in der weiblichen Division und Lyn als Siegerin gewählt. In der männlichen Division wurden Roy als Zweitplatzierter und Ike aus Path of Radiance als Sieger gewählt. Im August 2017 wurden die Spezial-Versionen dieser Charaktere veröffentlicht und alle Spieler erhielten eine Version kostenlos.
Im Januar 2018 wurde die Aktion ein weiteres Mal veranstaltet. Dabei haben Veronica als Zweitplatzierte, Celica als Siegerin, Ephraim als Zweitplatzierter und Hector als Sieger gewonnen. Im August 2018 wurden ebenfalls Spezial-Versionen dieser Charaktere veröffentlicht, von denen alle Spieler eine Version kostenlos erhielten.
Die dritte Runde der Aktion wurde im Januar 2019 veranstaltet. Dabei haben Camilla als Zweitplatzierte, Micaiah als Siegerin, Eliwood als Zweitplatzierter und Alm als Sieger gewonnen. Diese Charaktere werden als Spezial-Versionen zu einem späteren Zeitpunkt veröffentlicht.
Im Januar 2020 wurde die Aktion zum vierten Mal veranstaltet. In der weiblichen Division wurden Lysithea als Zweitplatzierte und Edelgard als Siegerin gewählt. In der männlichen Division wurden Claude als Zweitplatzierter und Dimitri als Sieger gewählt. Diese Charaktere werden zu einem späteren Zeitpunkt als Spezial-Versionen veröffentlicht.

### Fire Emblem: Lost Heroes
Am 25. März 2019 wurde für das Spiel Dragalia Lost das Crossover-Event Fire Emblem: Lost Heroes angekündigt. Das Event fügt die Charaktere Alfonse, Marth, Fjorm, Veronica und Loki aus Fire Emblem Heroes in Dragalia Lost hinzu. Das Event startete am 26. April 2019 und wird voraussichtlich am 14. Mai 2019 enden.

## Rezeption
Fire Emblem Heroes erhielt nach seiner Veröffentlichung allgemein gemischte bis positive Rezensionen. Auf Metacritic erhielt es – basierend auf 36 Rezensionen – eine Wertung von 72 % und eine Benutzerwertung von 7,5 von 10.
Meghan Sullivan von IGN bewertete Fire Emblem Heroes mit 7,4 von 10 Punkten als gut. Dass mehrere Mechaniken der Hauptreihe weggelassen wurden, sei schade, jedoch sei das Schere, Stein, Papier-Prinzip gut eingebaut worden. Das Gacha-System sei fair, aber die Preise für die Spielwährung ein bisschen zu hoch. Die Handlung bringe keine besonderen Ideen ein, jedoch lohne das Spiel sich schon durch die Menge an Charakteren.

### Auszeichnungen
Fire Emblem Heroes war bei Videospiel-Auszeichnungen nominiert, von denen es einige gewonnen hat.
| Preisverleihung         | Kategorie               | Resultat  | Datum            |
| ----------------------- | ----------------------- | --------- | ---------------- |
| Google Play Japan Award | Best of 2017            | Gewonnen  | 5. Dezember 2017 |
| The Game Awards 2017    | Best Mobile Game        | Nominiert | 7. Dezember 2017 |
| DICE Awards             | Mobile Game of the Year | Gewonnen  | 22. Februar 2018 |
| SXSW Gaming Awards      | Mobile Game of the Year | Gewonnen  | 17. März 2018    |

### Einstellung des Spiels in Belgien
Am 21. Mai 2019 gab Nintendo bekannt, dass der Service, Fire Emblem Heroes und Animal Crossing: Pocket Camp herunterzuladen und zu spielen, in Belgien am 27. August 2019 eingestellt wird. Der Grund für die Einstellung des Spiels sind neue belgische Gesetze bezüglich Lootboxen, wie Fire Emblem Heroes sie in Form eines Gacha-Systems beim Beschwören von Helden benutzt. Nintendo wird weitere Spiele mit ähnlichen Bezahlsystemen nicht mehr in Belgien veröffentlichen.